# Изложба „Простор” (1985)
Изложба „Простор” се одржала у периоду од 27. јуна до 20. јула у галерији Удружења ликовних уметника Србије и од 5. до 30. септембра 1985. године поред купалишта Језеро на Ади Циганлији у Београду.

## Жири
Експонате за изложбу је одабрао жири у саставу:
- Василије Сујић, председник жирија
- Венија Вучинић Турински
- Вукосав Бојовић
- Ана Виђен
- Зденка Васић
- Дринка Радовановић
- Милорад Тепавац

## Излагачи
1. Драган Димитријевић
2. Владимир Комад
3. Душан Марковић
4. Миланко Мандић
5. Дубравко Милановић
6. Мице Попчев
7. Славољуб Радојчић
8. Милорад Ступовски
9. Томислав Тодоровић